# Isquis
Isquis (en grec antic: Ἰσχύς, literalment 'força') va ser un heroi arcadi, fill d'Èlat i net d'Arcas.
Va tenir relacions amb Coronis, filla del rei Flègias quan aquesta esperava un fill d'Apol·lo. Per això el déu,  va maleir el corb que li va donar la notícia, que, de tenir el plomatge blanc, va passar a tenir-lo negre. Apol·lo va matar Isquis amb un llamp, i a Coronis també la va matar. Quan la noia estava cremant a la pira el déu va treure el fill del foc i el va donar al centaure Quiró perquè el criés i li ensenyés l'art de la caça i de la medicina. Li va posar el nom d'Asclepi. Altres fonts diuen que Apol·lo envià a la seva germana Atena a matar-los. De vegades l'amant de Coronis, en lloc d'Isquis s'anomena Alcioneu.